# 플레우로파스쿰속
플레우로파스쿰속(Pleurophascum)은 침꼬마이끼목에 속하는 이끼 속의 하나이다. 플레우로파스쿰과(Pleurophascaceae)의 유일속으로 두 종이 알려져 있다.

## 하위 종
- P. grandiglobum
- P. occidentale